# Fernando Fernán Gómez
Fernando Fernán Gómez (Lima, 28 agosto 1921 – Madrid, 21 novembre 2007) è stato uno scrittore, drammaturgo, regista, sceneggiatore ed attore spagnolo di origine peruviana.

## Biografia
Membro della Real Academia Española, nel 1987 il suo romanzo El mal amor è stato finalista del Premio Planeta. Ha vinto l'Orso d'argento per il miglior attore due volte nel 1977 con El anacoreta e nel 1985 con Stico.

## Vita privata
Dal 1945 al 1959 è stato sposato con l'attrice e cantante María Dolores Pradera. È padre dell'attrice Helena Fernán Gómez.

## Letteratura

### Romanzi
- El vendedor de naranjas. Madrid, Tebas, 1961; Madrid, Espasa-Calpe, 1986.
- El viaje a ninguna parte. Madrid, Debate, 1985.
- El mal amor. Barcelona, Planeta, 1987; romanzo storico.
- Il mare e il tempo (El mar y el tiempo). Barcelona, Planeta, 1988.
- El ascensor de los borrachos. Madrid, Espasa-Calpe, 1993.
- La Puerta del Sol. Madrid, Espasa-Calpe, 1995.
- ¡Stop! novela de amor. Madrid, Espasa-Calpe, 1997.
- La cruz y el lirio dorado. Madrid, Espasa-Calpe, 1998; romanzo storico.
- Oro y hambre. Barcelona, Muchnik, 1999, romanzo storico.
- Capa y espada. Madrid, Espasa-Calpe, 2001; romanzo storico.
- El tiempo de los trenes. Madrid, Espasa-Calpe, 2004.

### Teatro
- Pareja para la eternidad. Madrid, Acanto, 1947.
- Las bicicletas son para el verano. Madrid, Espasa-Calpe, 1984.
- La coartada. Los domingos, bacanal. Madrid, Espasa-Calpe, 1985; Madrid, Antonio Machado, 1987.
- Lazarillo de Tormes. Adattamento. Valladolid, Castilla Eds., 1994.
- Marido y medio. Commedia andata in scena il 7 giugno 1959 al Teatro Gran Vía di Madrid, inedita.
- Del Rey Ordás y su infamia. Commedia andata in scena il 22 agosto 1983 al Teatro Palacio del Progreso di Madrid, inedita.
- Ojos de bosque. Commedia andata in scena il 9 luglio 1986 alla Plaza de la Almudena de Madrid, nel corso della programmazione «Los veranos de la Villa», inedita.
- El Pícaro. Aventuras y desventuras de Lucas Maraña. Rappresentata al Teatro Central Hispano de Sevilla l'8 settembre 1992, inedita.
- Los invasores del palacio. Madrid, Fundación Autor, 2000.
- Defensa de Sancho Panza. Rappresentata al XXV Festival Internacional de Teatro Clásico di Almagro il 19 luglio 2002, inedita.
- Morir cuerdo y vivir loco. Rappresentata al Teatro Principal di Saragozza il 13 gennaio 2004, inedita.

### Memorie
- Diario de Cinecittà. Revista Internacional del Cine, n. 6, novembre 1952; n. 7, dicembre 1952.
- El olvido y la memoria. Autobiografía de Fernando Fernán Gómez. Triunfo, n. 3, 6ª época, gennaio 1981.
- El tiempo amarillo. Memorias. I (1921–1943) e II (1943–1987). Madrid, Debate, 1990.
- El tiempo amarillo: memorias ampliadas (1921–1997). Madrid, Debate, 1998.

### Poesia
- A Roma por algo. Madrid, Separata de Poesía Española (1954); Madrid, Fernán Gómez Arte y Ediciones, 1982.
- El canto es vuelo, 2002 (opera poetica completa).

### Articoli e saggi
- El actor y los demás. Barcelona, Laia, 1987.
- Impresiones y depresiones. Barcelona, Planeta, 1987.
- Historias de la picaresca. Barcelona, Planeta, 1989.
- El arte de desear. Madrid, Temas de Hoy, 1992.
- Imagen de Madrid. Madrid, El País-Aguilar, 1992.
- Tejados de Madrid. Madrid, Telefónica de España, 1992.
- Desde la última fila: cien años de cine. Madrid, Espasa-Calpe, 1995.
- Nosotros, los mayores, 1999.
- Puro teatro y algo más, 2002.

### Letteratura per ragazzi
- Los ladrones. Madrid, Anaya, 1986.
- Retal. Madrid, Anaya, 1988.

### Varie
- Mi querido general, 1986 (soggetti cinematografici).
- La escena, la calle y las nubes, 1999 (racconti).
- Historias de la picaresca, 1989.
- La intrusa, 1986 (soggetto per la TV da un racconto di Jorge Luis Borges).
- Fuera de juego, 1991 (soggetto cinematografico).
- Las anécdotas del teatro: ¡aquí sale hasta el apuntador!, 1997.
- Conversaciones con Fernando Fernán Gómez, (libro-intervista a cura di Enrique Brasó), Madrid, Espasa-Calpé, 2002.

## Filmografia

### Regista cinematografico
- Manicomio, co-regia di Luis María Delgado (1954)
- El mensaje (1955)
- El malvado Carabel (1956)
- La vida por delante (1958)
- La vida alrededor (1959)
- Sólo para hombres (1960)
- La venganza de Don Mendo (1961)
- Y el mundo sigue (1963)
- Los palomos (1964)
- El extraño viaje (1964)
- Ninette y un señor de Murcia (1965)
- Mayores con reparos (1966)
- Crimen imperfecto (1970)
- Cómo casarse en 7 días (1971)
- Yo la vi primero (1974)
- La querida (1976)
- Bruja, más que bruja (1976)
- Mi hija Hildegart (1977)
- Cinco tenedores (1979)
- Mambrú se fue a la guerra (1986)
- Il viaggio in nessun luogo (El viaje a ninguna parte) (1986)
- Il mare e il tempo (El mar y el tiempo) (1989)
- Fuera de juego (1991)
- Siete mil días juntos (1994)
- Pesadilla para un rico (1997)
- A Porta do Sol (1998)
- Le avventure e gli amori di Lazaro De Tormes (Lázaro de Tormes - 2001)

### Regista televisivo
- Juan soldado (1973)
- El pícaro (serie) (1974)
- Fortunata y Jacinta (serie) (1980)
- La mujer de tu vida 2: Las mujeres de mi vida (1992)

### Attore cinematografico
- La trinca del aire, regia di Ramón Torrado (1951)
- La voce del silenzio di Georg Wilhelm Pabst (1953)
- Lo scapolo di Antonio Pietrangeli (1955)
- Le tre "eccetera" del colonnello di Claude Boissol (1960)
- La spia sulla città (Rififí en la ciudad), regia di Jesús Franco (1963)
- La ragazza dal pigiama giallo, regia di Flavio Mogherini (1977)
- El anacoreta, regia di Juan Estelrich (1977)
- Mamà compie 100 anni (Mamá cumple cien años), regia di Carlos Saura (1979)
- Stico, regia di Jaime de Armiñán (1985)
- Voglia di libertà (Pobre mariposa), regia di Raúl de la Torre (1986)
- Delirio d'amore (Delirios de amor), regia di Antonio González-Vigil, Luis Eduardo Aute e Félix Rotaeta (1986)
- Belle Époque, regia di Fernando Trueba (1992)
- Così in cielo come in terra (Asi en cielo como en la tierra), regia di José Luis Cuerda (1995)
- El sueño de los héroes, regia di Sergio Renán (1996)
- El abuelo, regia di José Luis Garci (1998)
- Tutto su mia madre (Todo sobre mi madre), regia di Pedro Almodóvar (1999)

## Riconoscimenti
- Mostra internazionale d'arte cinematografica di Venezia
1984 – Premio Pasinetti per il miglior attore per I trampoli
- Festival internazionale del cinema di Berlino
1977 – Orso d'argento per il miglior attore per El anacoreta
1985 – Orso d'argento per il miglior attore per Stico
2005 – Orso d'oro alla carriera
- Premio Goya
1987 – Miglior regista per Il viaggio in nessun luogo
1987 – Migliore sceneggiatura originale per Il viaggio in nessun luogo
1987 – Miglior attore protagonista per Mambru andò in guerra
1993 – Miglior attore non protagonista per Belle Époque
1999 – Miglior attore protagonista per El abuelo
2001 – Migliore sceneggiatura non originale per Le avventure e gli amori di Lazaro De Tormes
- Premio ACE
2000 – Miglior attore non protagonista per Tutto su mia madre
- Sant Jordi Awards
1985 – Miglior attore spagnolo per Feroce!, La notte più bella e I trampoli
1987 – Miglior film spagnolo per Il viaggio in nessun luogo
1990 – Premio del pubblico per il miglior film spagnolo per Il mare e il tempo
- Cinema Writers Circle Awards
1951 – Miglior attore per El último caballo
1952 – Miglior attore per Siamo tutti peccatori
1959 – Migliore sceneggiatura originale per La vida por delante
1974 – Miglior attore per Lo spirito dell'alveare e Anna e i lupi
1979 – Miglior attore per Los restos del naufragio
1991 – Migliore sceneggiatura originale per Fuera de juego (condiviso con José Truchado)
1999 – Miglior attore per El abuelo (ex aequo con Rafael Alonso)
2007 – Miglior attore non protagonista per Mia Sarah
- Fotogrammi d'argento
1951 – Miglior attore spagnolo per Siamo tutti peccatori
1969 – Miglior interprete televisivo per La última cinta
1973 – Miglior interprete televisivo per Juan soldado
1981 – Miglior attore spagnolo per Maravillas
1986 – Miglior attore cinematografico per Delirio d'amore, Mambru andò in guerra, La metà del cielo e Il viaggio in nessun luogo
1997 – Premio alla carriera
- Festival internazionale del cinema di San Sebastián
1989 – Premio speciale della giuria per Il mare e il tempo
1999 – Premio Donostia alla carriera